# 杜希德
杜希德（英語：Denis Crispin Twitchett，1925年9月23日—2006年2月24日），中華人民共和國學界常稱其為崔瑞德，又譯丹尼斯·克里斯平·崔維澤、丹尼斯·威特查德，英国汉学家、历史学家，主要研究中国隋唐史，与美国哈佛大学学者费正清共同主编《剑桥中国史》。

## 生平
1925年9月23日出生於英國倫敦，他曾於1946年至1947年就讀於倫敦大學亞非學院，後於剑桥大学就讀，1950年獲博士学位。1960年至1968年任倫敦大學亞非學院汉学講座教授；1968年至1980年任英国剑桥大学汉学教授；1980年至1994年任美国普林斯顿大学胡应湘汉学教授。
1967年2月被选为英國國家學術院院士。

## 著作
- Financial administration under the T'ang（1963年）
- 主编《劍橋中國史》（12卷）（1979年）
- The writing of official history under the T'ang（1992年）